# Claude Joseph Vernet

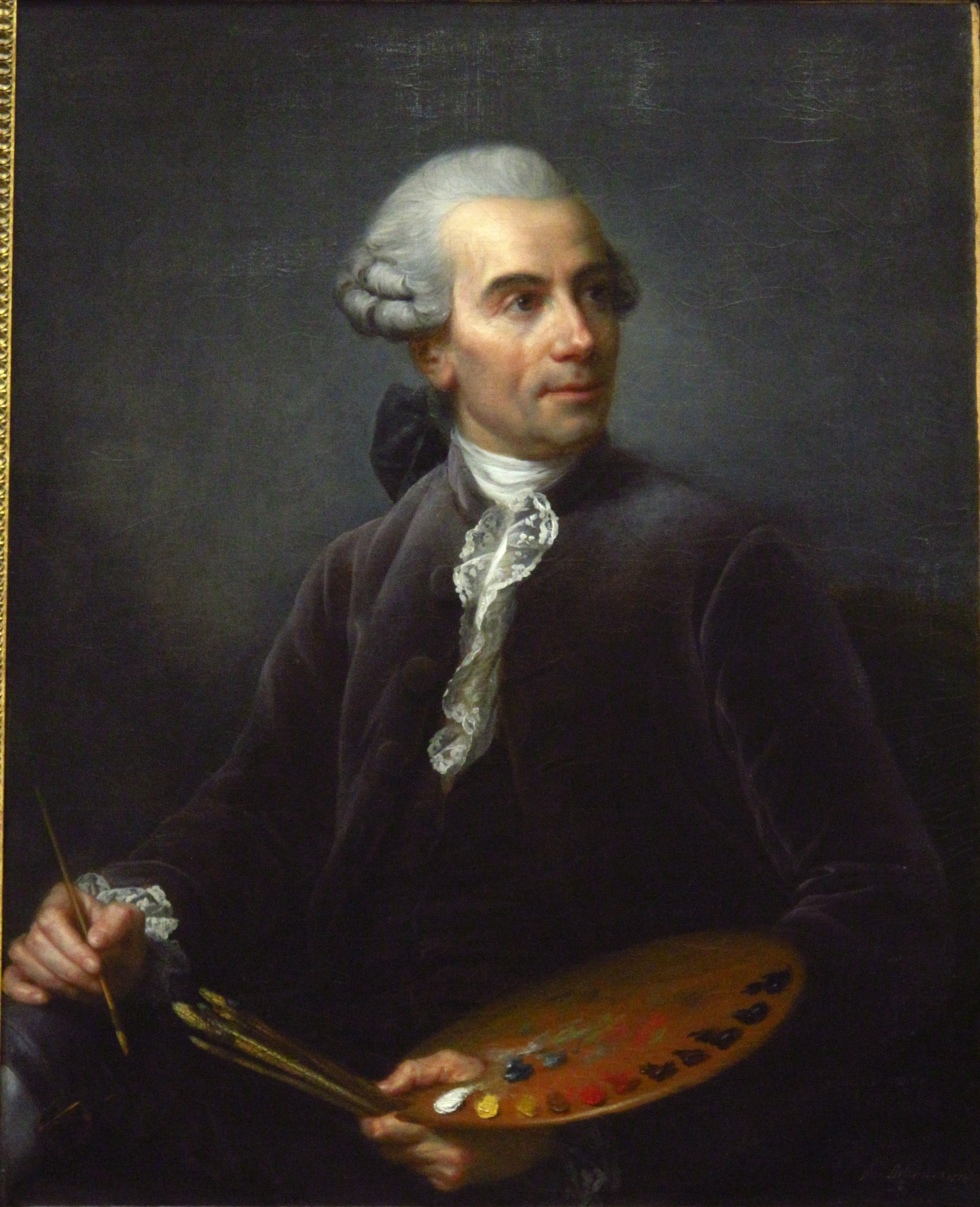
Joseph Vernet
Ritratto di Élisabeth Vigée Le Brun

Claude Joseph Vernet (Avignone, 14 agosto 1714 – Parigi, 3 dicembre 1789) è stato un pittore e incisore francese.

## Biografia
Nato ad Avignone, nel cuore della Provenza, Vernet fece i suoi primi studi d'arte nel sud della Francia. Gli si attribuisce come maestro il pittore Adrien Manglard, ma già a 14 anni egli aiutava suo padre Antoine Vernet (1689-1753), pittore specializzato in decorazioni, nelle fasi più importanti del suo lavoro. Dipingere pannelli per le portantine, però, non poteva certamente soddisfare le sue ambizioni. Così, nel 1734, Vernet partì per Roma, per studiare i precedenti maestri del paesaggio e per apprendere da pittori di marine, come Claude Lorrain, del quale si possono ravvisare alcune notazioni stilistiche ed una certa scelta dei soggetti nei suoi successivi lavori. Ammirò, naturalmente, anche le opere di Poussin, ma con il suo lavoro costante riuscì a crearsi un proprio stile.

Già alla partenza per l'Italia, dal porto di Marsiglia, la vista delle coste francesi e il viaggio sino a Civitavecchia lo colpirono profondamente, al punto che, giunto a Roma, entrò immediatamente anche nello studio di Bernardino Fergioni, noto artista dei paesaggi di mare, che divenne il suo più noto maestro. A poco a poco Vernet attirò l'attenzione dell'ambiente artistico romano. Ciò che lo distingueva era la capacità, partendo da disegni piuttosto convenzionali, tipici dell'epoca, di fondere usuali osservazioni con particolari effetti e fenomeni atmosferici: questo rendeva assai inconsuete le sue opere. Vernet, fra l'altro, rappresentando la natura, lasciava vasti spazi (sino a due terzi del quadro) al cielo, nonché alle scene di vita quotidiana che animavano i diversi luoghi.

Forse nessun pittore paesaggista o di marine ha mai trattato le figure umane come Vernet. E cioè come elementi primari delle scene rappresentate o comunque considerandole fattori importanti della composizione complessiva. In questo egli fu certamente influenzato da Giovanni Paolo Panini, che incontrò a Roma e a fianco del quale molto probabilmente lavorò.

Vernet si applicò sempre a soggetti reali, ma in nessun caso li interpretò in modo sentimentale o emotivo. L'effetto complessivo di questo atteggiamento è uno stile totalmente decorativo-descrittivo. Vernet mantenne praticamente identico questo suo stile per tutta la vita. Il suo lavoro di paesaggista, sempre attento anche ai fenomeni dell'aria, si combina con un vivo senso di armonia pittorica che ricorda, non a caso, Claude Lorrain.
Vernet visse a Roma per venti anni. Ritrasse porti, coste, temporali e bonacce, effetti di luce lunare. Divenne popolare specialmente fra gli aristocratici inglesi, molti dei quali giungevano a Roma compiendo il Grand Tour. Nel 1745 sposò Maddalena Stern, romana ma di origini bavaresi, che era sorella del pittore Ludovico Stern.
Massone, Vernet fu membro della Loge des Neuf Soeurs, appartenente al Grande Oriente di Francia.
Nel 1753 Abel-François Poisson de Vandières, marchese di Marigny, futuro Direttore delle Costruzioni di Luigi XV, richiamò in patria Vernet e gli commissionò, su ordine reale, 24 viste di altrettanti porti francesi, onde informare la gente sulla vita nei porti. Ma solo 15 di esse furono realizzate, dal 1753 al 1762, (oggi conservate in parte al Louvre, in parte al Museo della Marina). Questi quadri sono delle autentiche testimonianze di come fosse la vita nei porti 250 anni fa, fecero di Vernet uno dei maggiori pittori di marine e per esse egli è maggiormente conosciuto. Gli valsero, fra l'altro, la riconoscenza della maggioranza dei nobili più affezionati alla Marina francese, come il marchese di Laborde. Il suo "Porto di Rochefort", del 1763, è un'opera notevole, anche solo per « uno dei cieli più cristallini e atmosfericamente sensibili » (Michael Levey).
Vernet, col tempo, tornò ai suoi temi italiani, come dimostra uno dei suoi ultimi lavori: "La spiaggia", conservato alla National Gallery. Al suo ritorno da Roma fu nominato membro dell'Accademia di Francia e, avendo esposto le sue tele sin dal 1746, continuò ad esporre con rare eccezioni sino alla morte, che lo colse nel suo alloggio al palazzo del Louvre, nel dicembre del 1789.

Numerosissimi furono gli incisori che riprodussero i suoi lavori, come Le Bas, Cochin e Filiport in Francia, e Vivares in Inghilterra.

Il pittore inglese Gabriel Mathias gli fece da agente di vendita per la Gran Bretagna.

La Città di Avignone gli ha dedicato una strada lungo la quale si trova il Museo Calvet, il principale e famoso museo di Avignone.
Fu il capostipite di una famiglia di pittori:
- Claude Joseph Vernet, (1714-1789)
- Carle Vernet, (1758-1836)
- Horace Vernet, (1789-1863)
- Émile Vernet-Lecomte, (1821-1900)

## Le opere e i musei
- A Le Havre, il Museo d'arte moderna André Malraux conserva "Le port de La Rochelle"
- Ad Avignone la Fondazione Calvet presenta al Museo Calvet diverse opere di Vernet.
- A Parigi, il Museo della Marina espone, depositati dal Museo del Louvre nel 1943, tredici quadri della serie dei 15 porti di Francia dipinti su richiesta di Luigi XV. Il Louvre espone di questa serie solo "L'entrée du port de Marseille" e "La ville et la rade de Toulon".
- A Tolone, il Museo d'arte di Tolone possiede "Le torrent", opera non datata.
- A Bruges, il Groeningemuseum espone il "Naufrage", del 1759.
- A Filadelfia, il Philadelphia Museum of Art possiede sei lavori: "Villa a Caprarola", "Naufrage sur une côte", due "Marines", "Orage sur une côte" e una "Vista costiera", oltre ad una tempera che rappresenta dei pescatori, attribuita a Vernet. Philadelphia Museum of Art.
- A Bordeaux, "Vue sur le port de Bordeaux", 1758.
- A San Pietroburgo, al Museo dell'Hermitage, "Ingresso nel porto di Palermo al chiaro di luna", 1769, e "Porto di Ancona", 1775-80.
- A Quimper, Museo di Belle arti, si trovano "Marine, Clair de lune", 1772 e "Le Pêcheur à la ligne" 1788.
- Carlo di Borbone a caccia di folaghe sul lago di Licola, Museo nazionale di Capodimonte, Napoli.

## Pittori di marine che si sono ispirati a Vernet
- Charles François Lacroix de Marseille, detto "Lacroix de Marseille".
- Jean Henry, detto "Henry d'Arles".
- Alexandre Jean Noël
- Louis-Philippe Crépin

## Galleria d'immagini

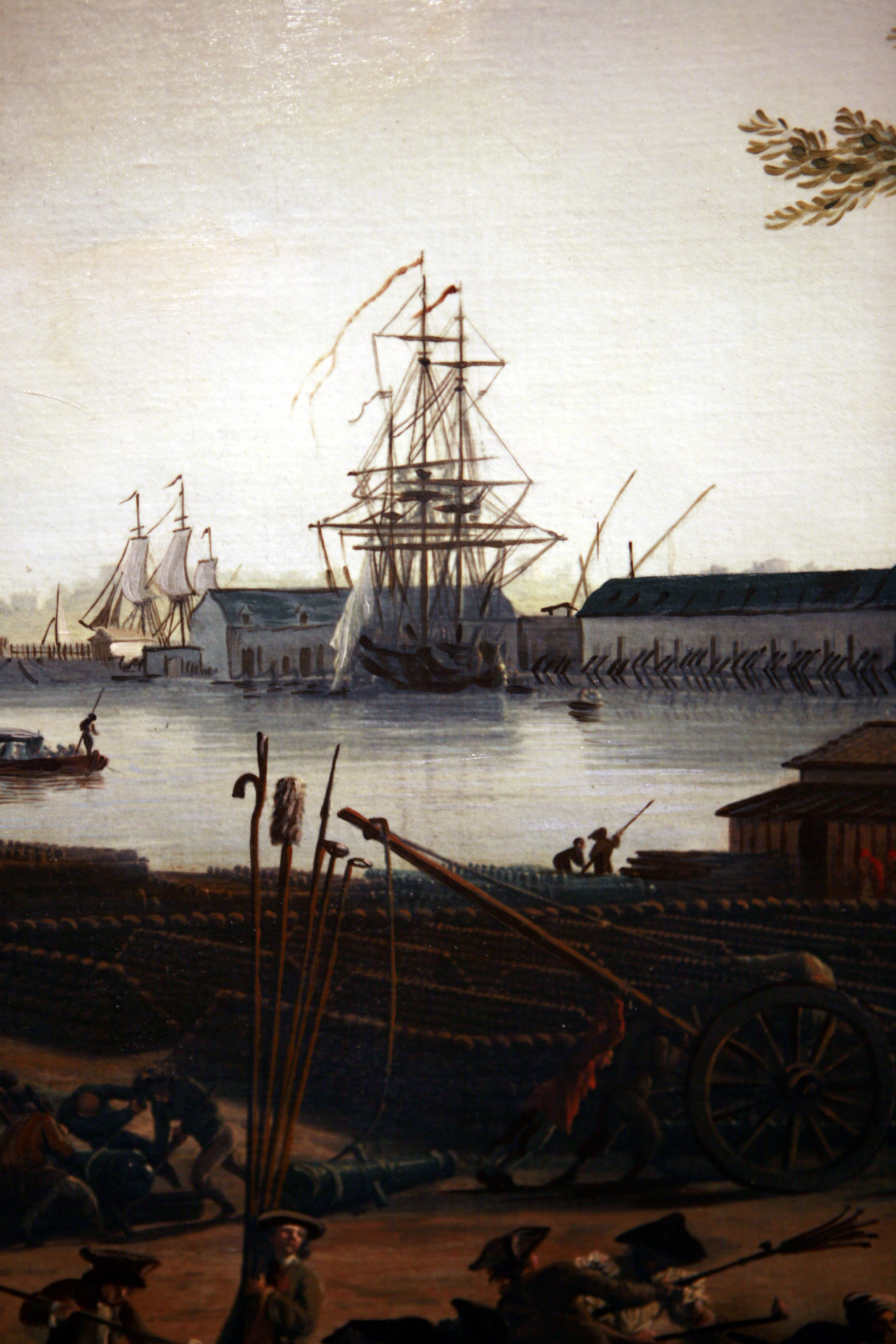
Serie "I porti di Francia" 2
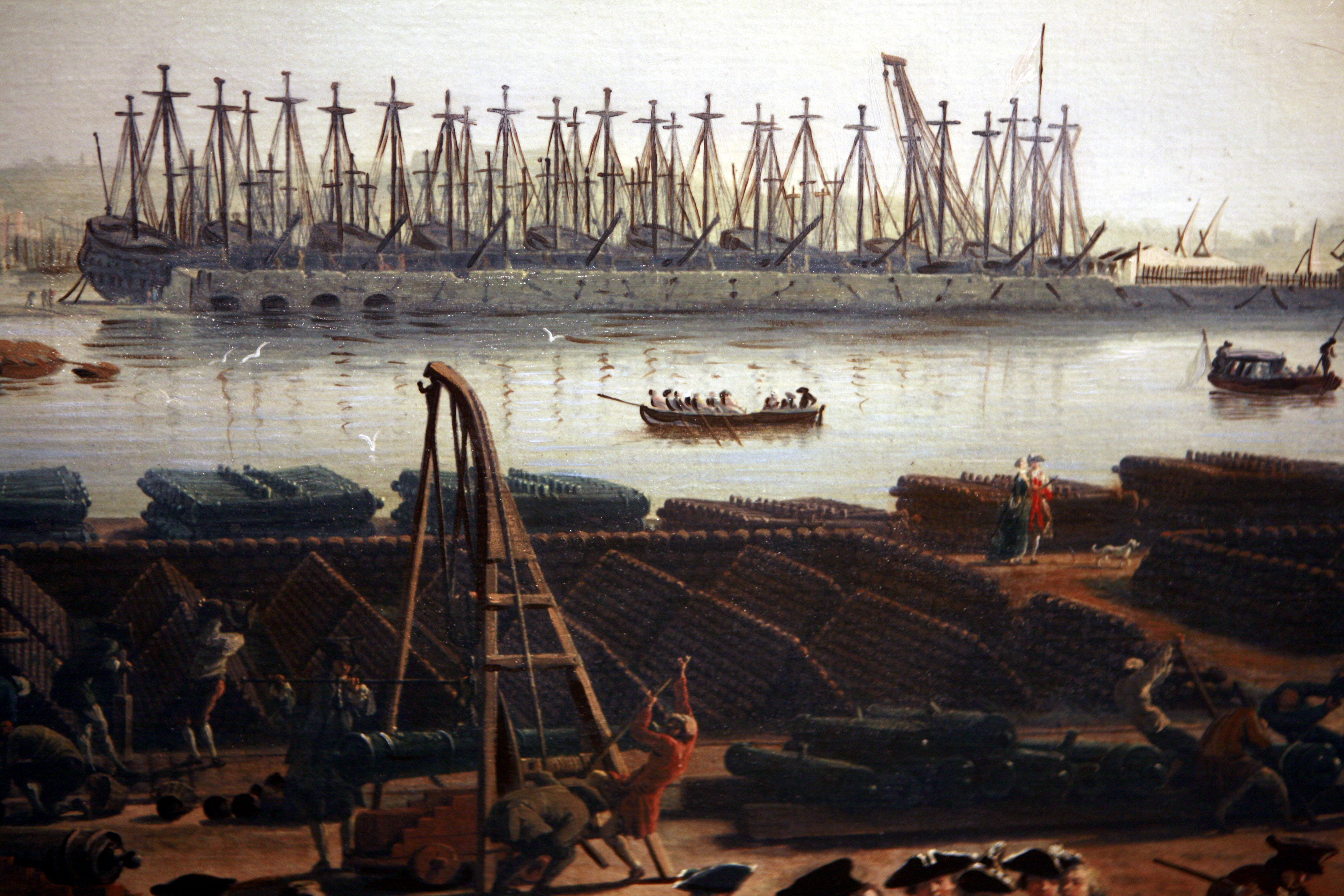
Serie "I porti di Francia" 1
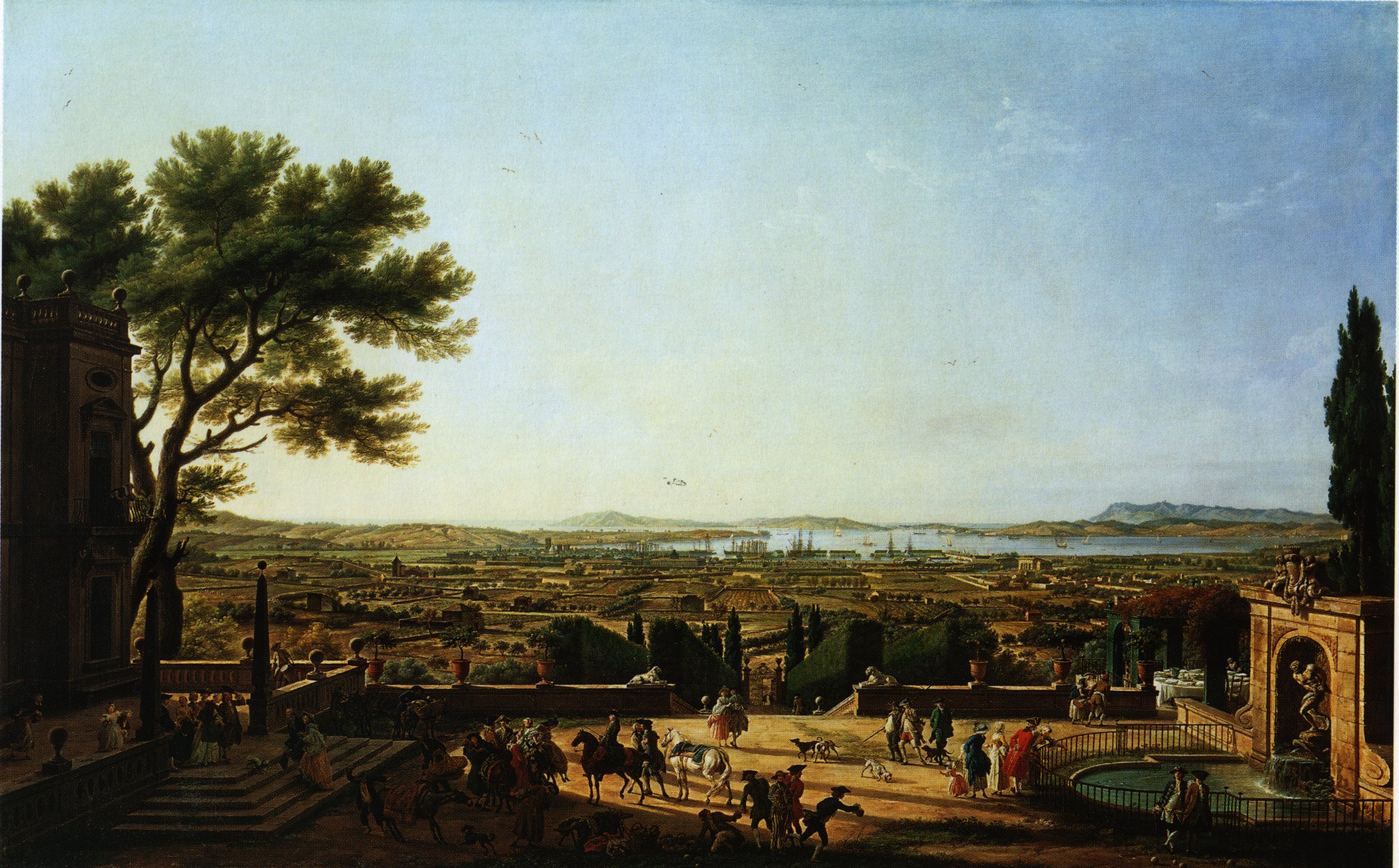
Il porto di Tolone
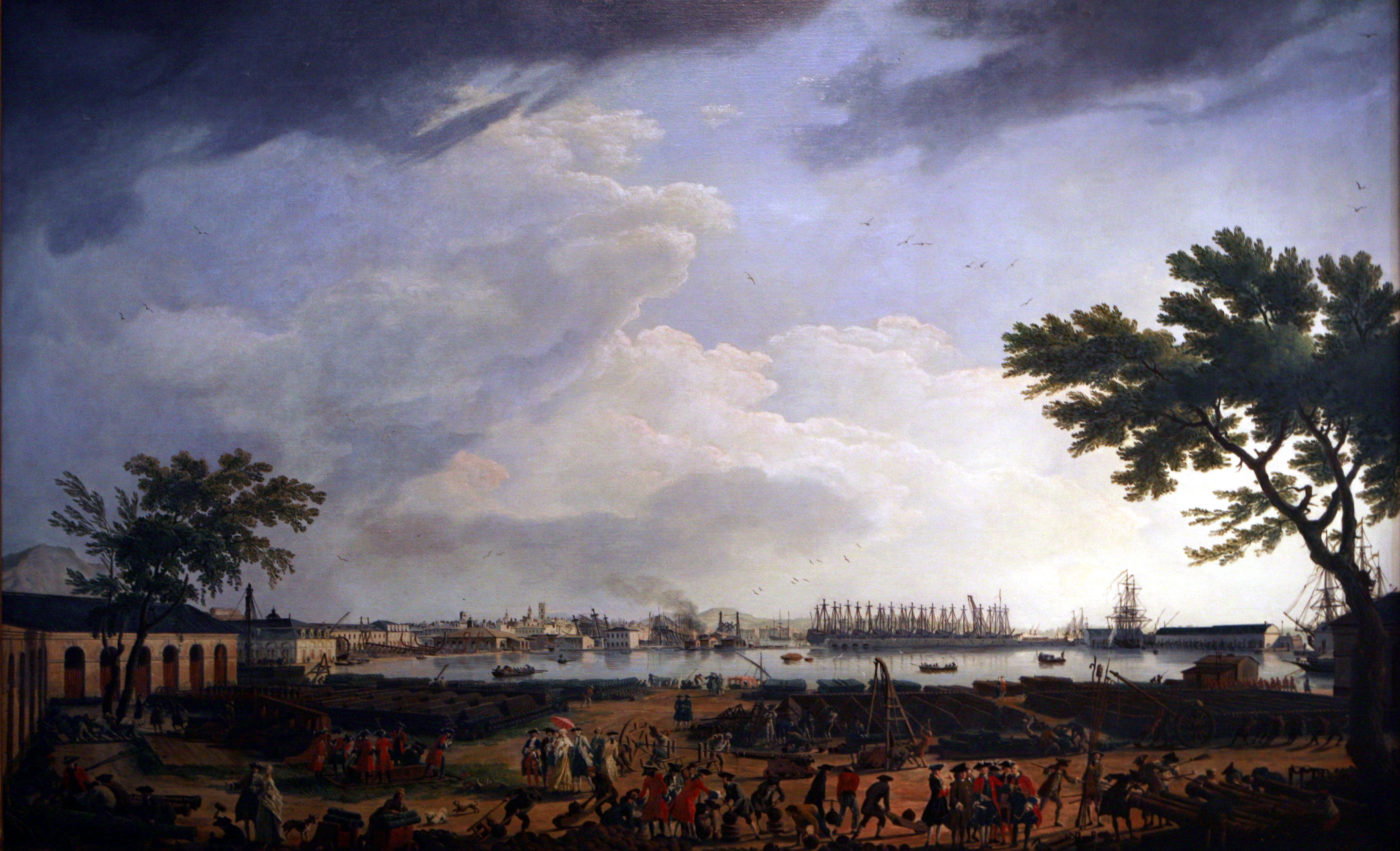
Serie "I porti di Francia" 3
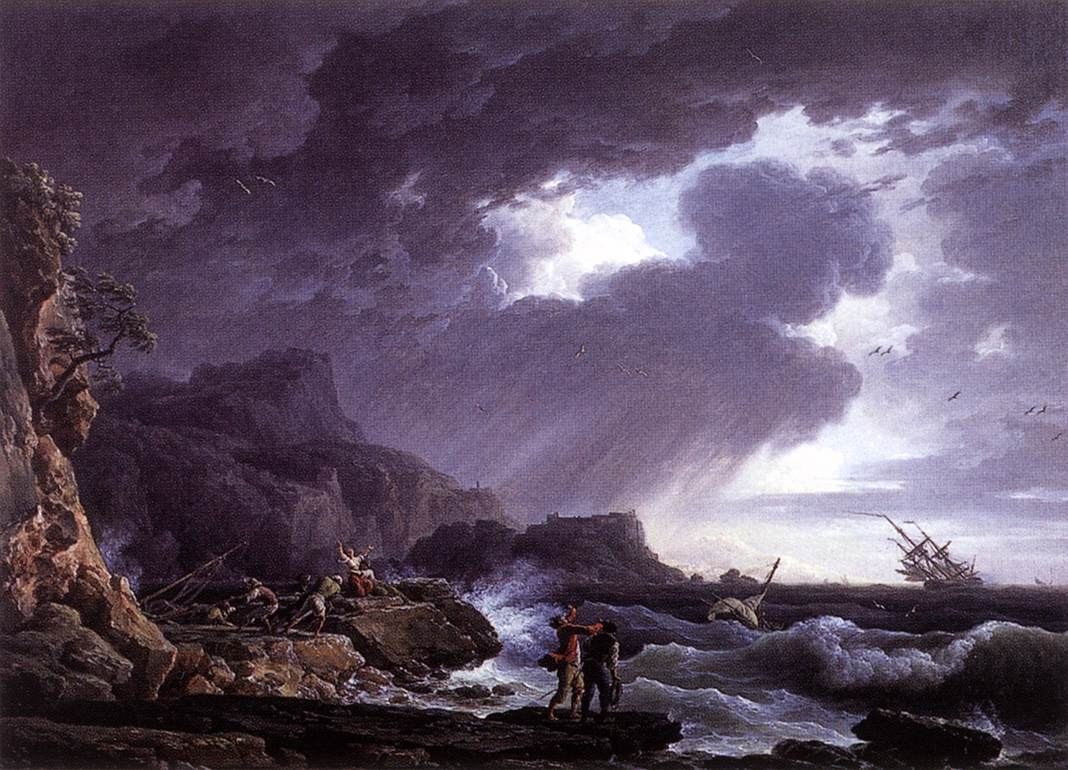
Temporale sul mare
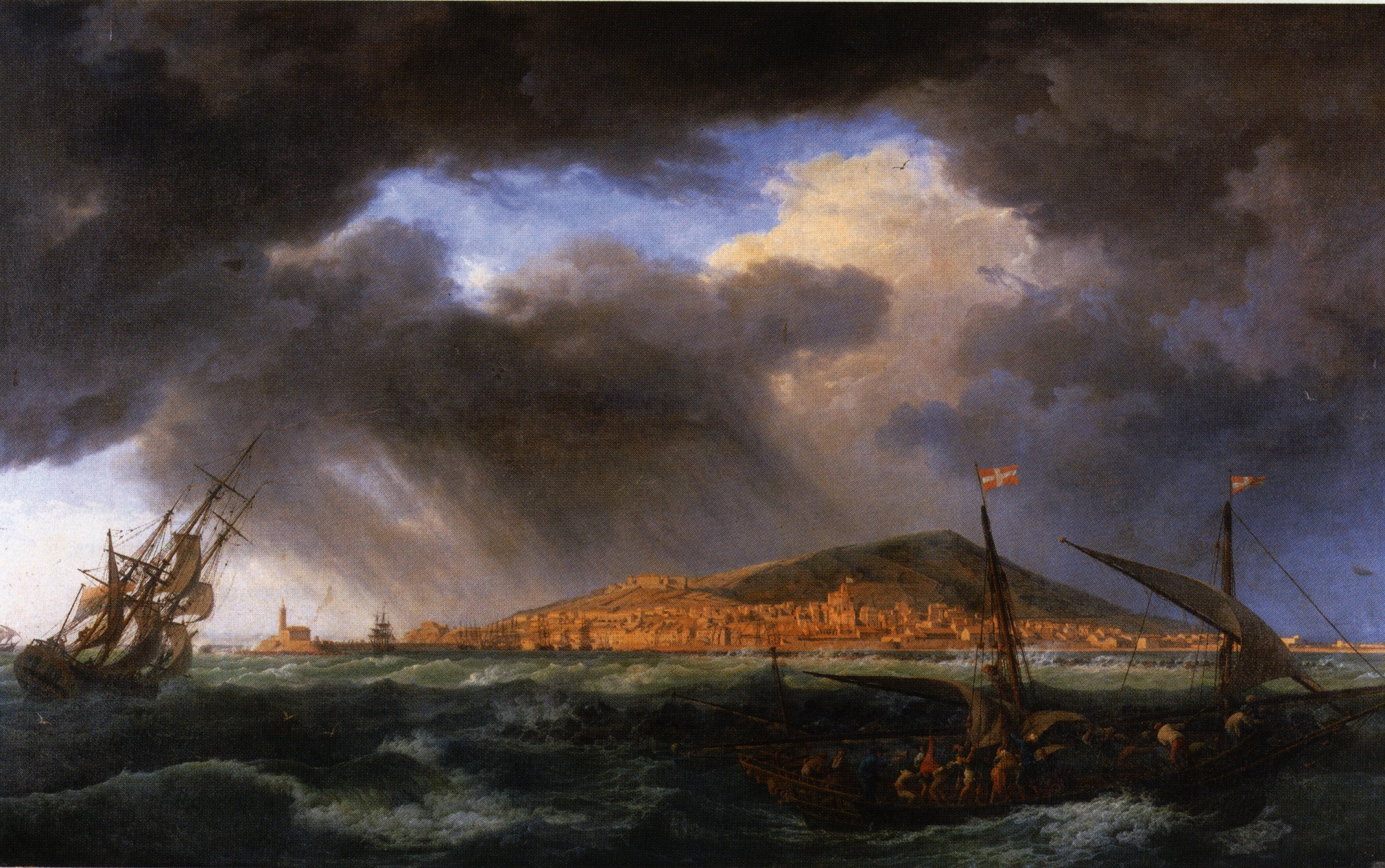
Vista del porto di Cette
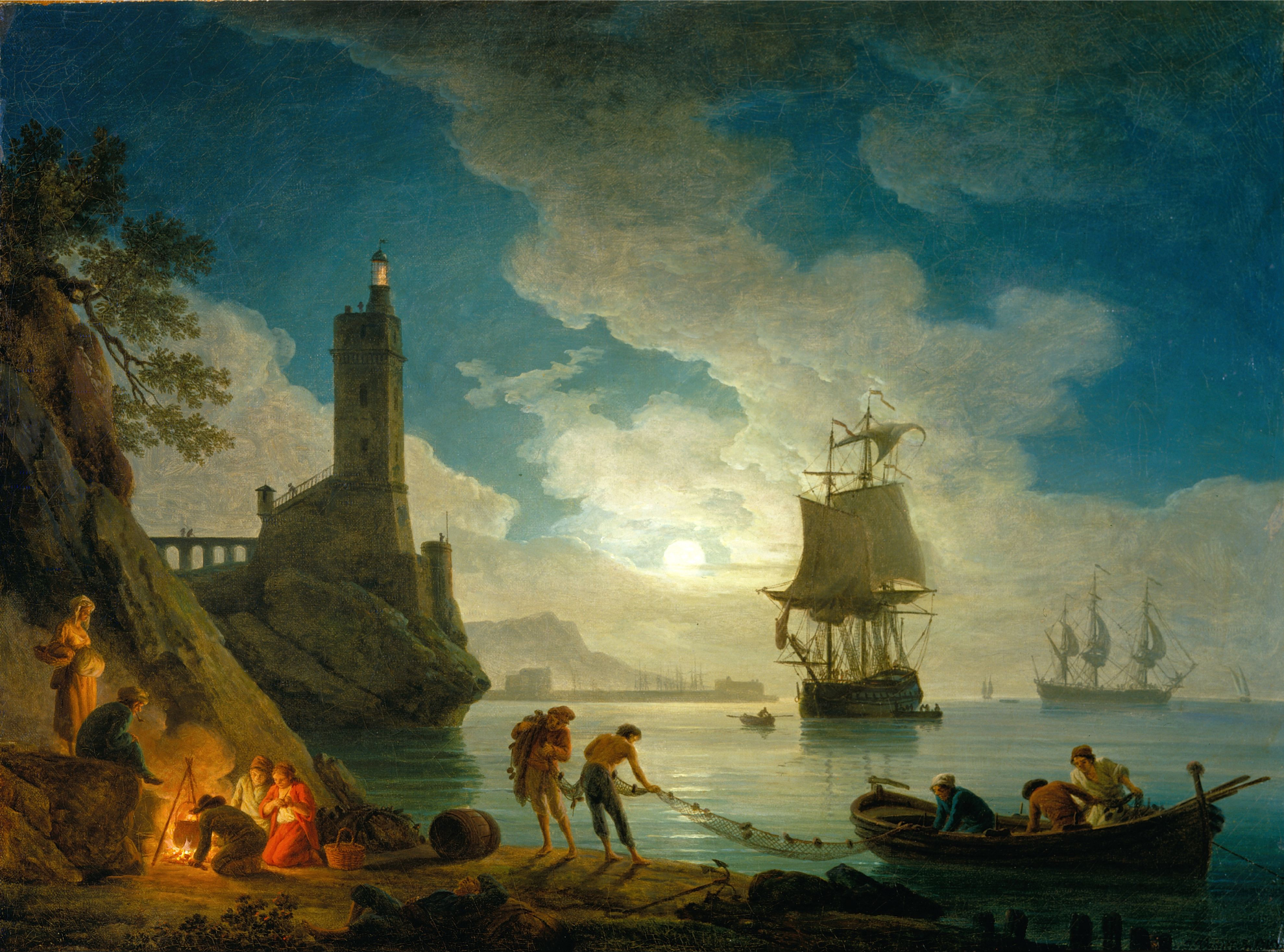
Porto al chiaro di luna
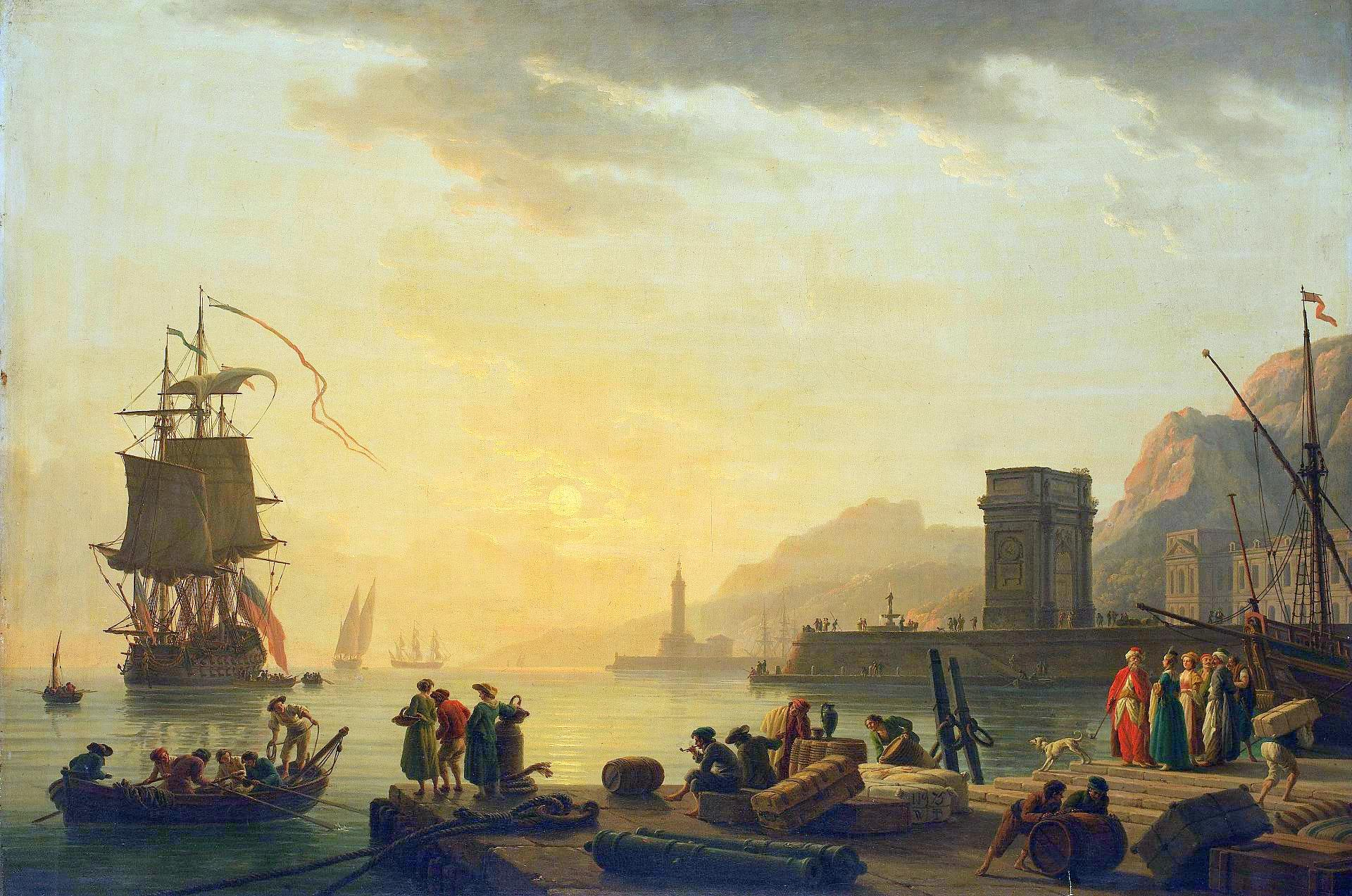
Il Porto di Ancona, 1775-80, Museo dell'Hermitage
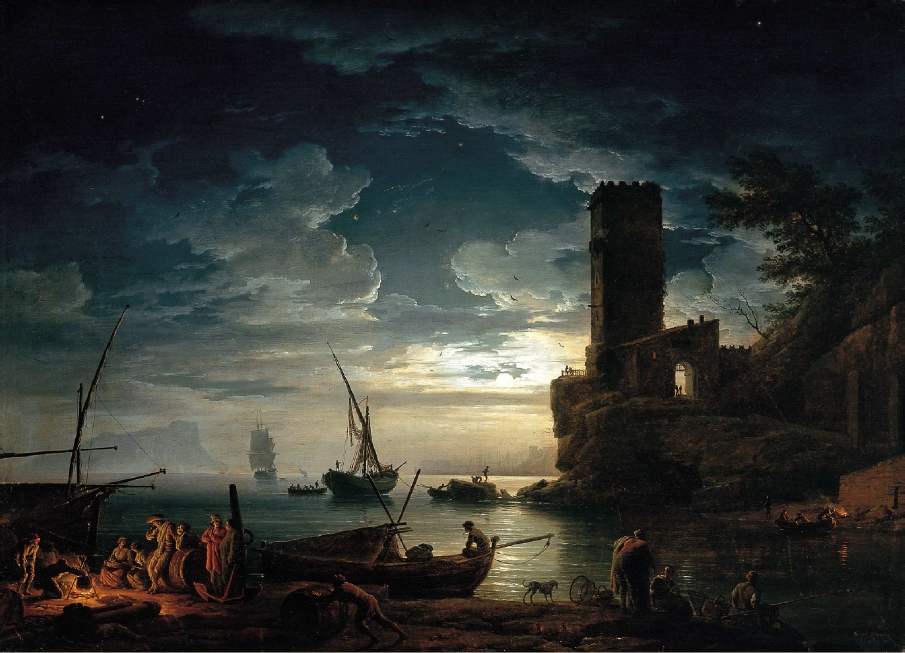
Notte mediterranea con pescatori e barche
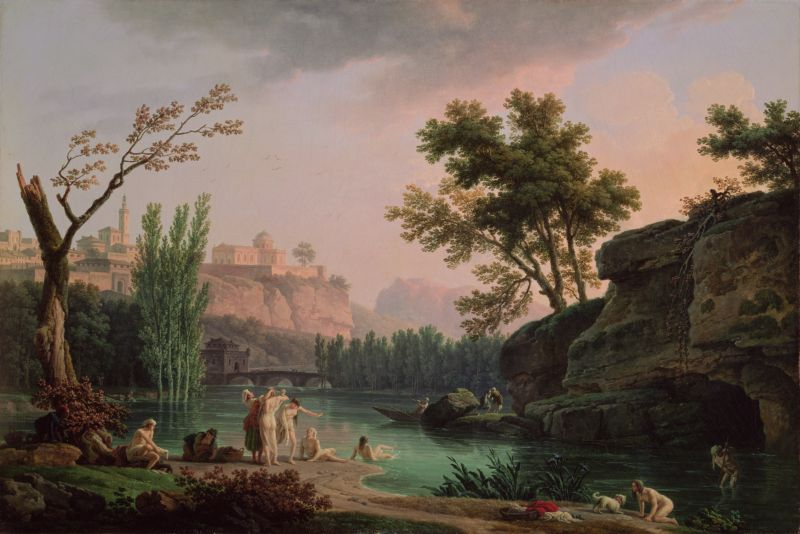
Una sera d'estate in Italia
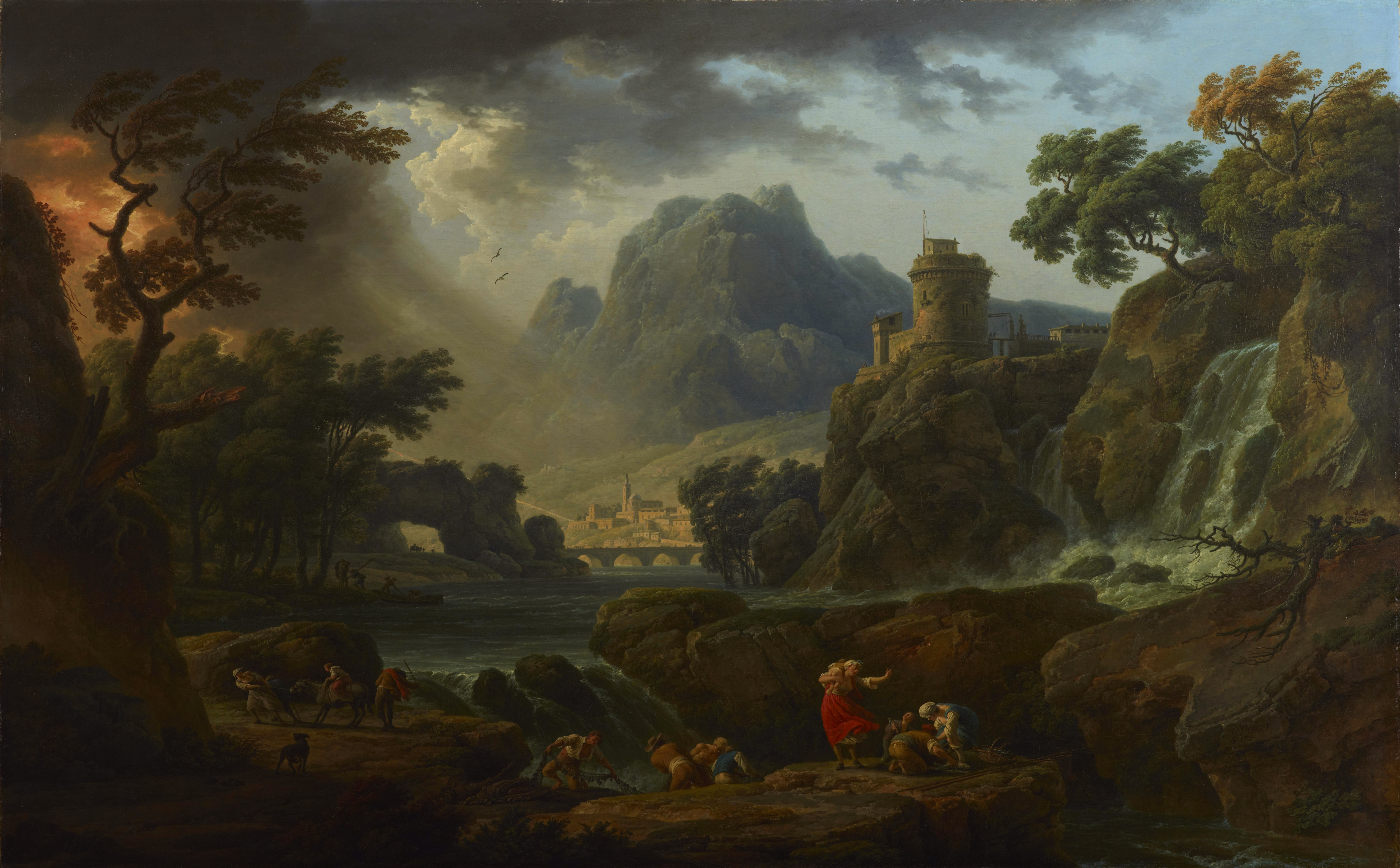
Paesaggio montano con temporale
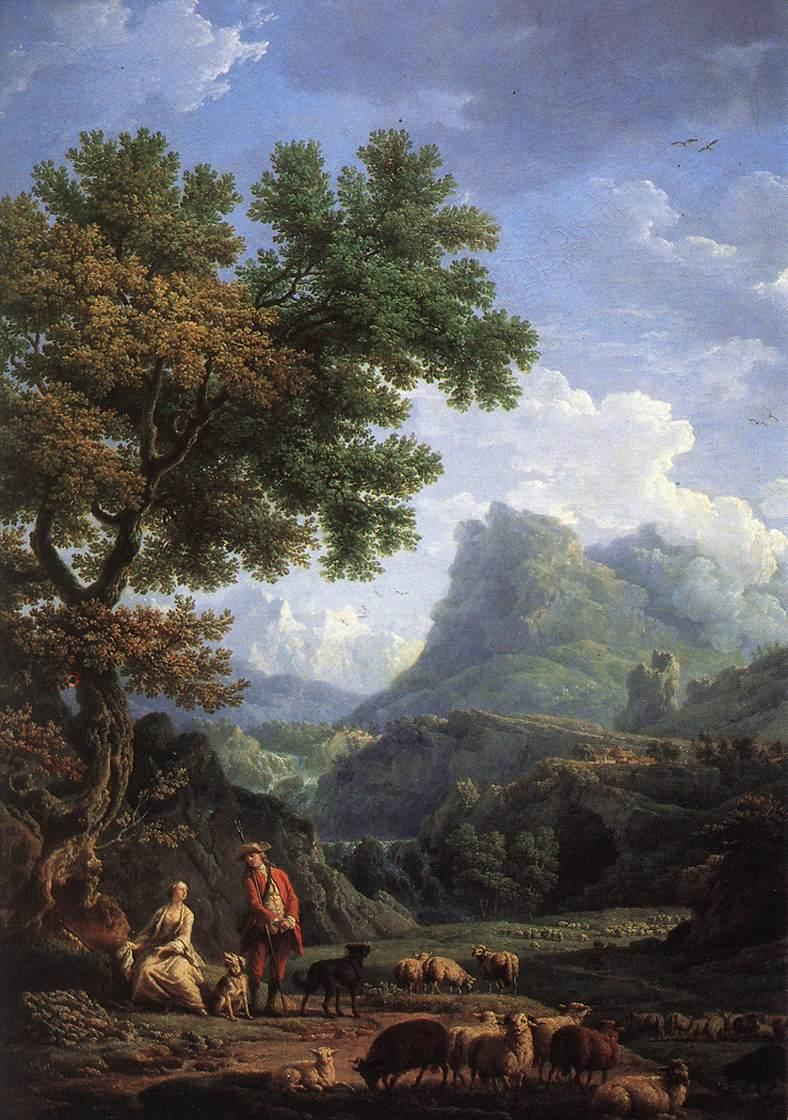
Pastori sulle Alpi
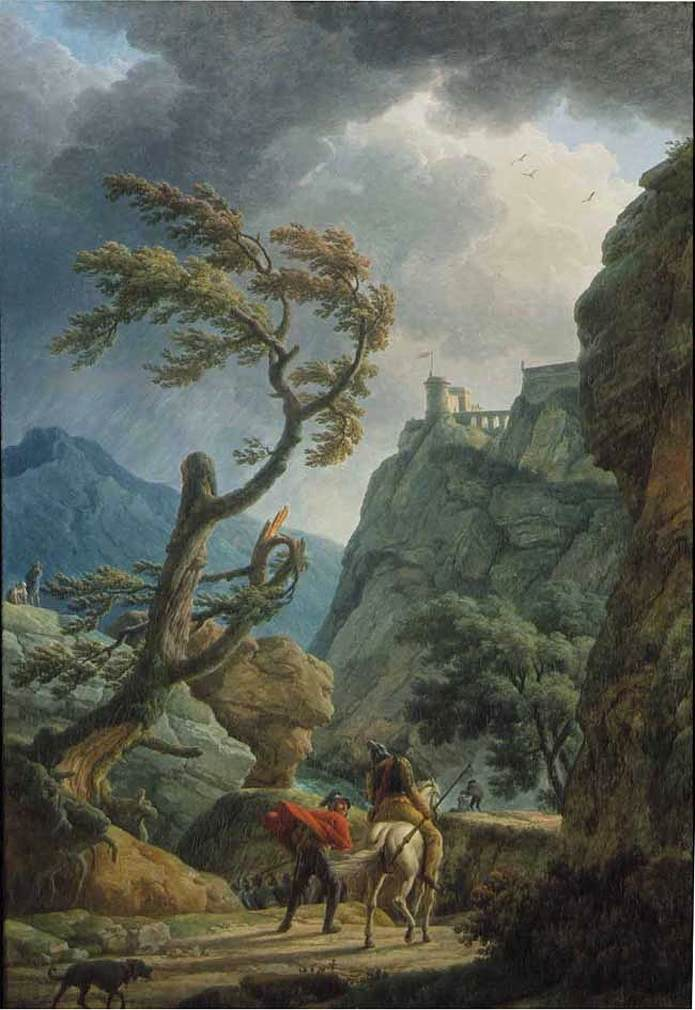
Soldati in una gola montana